# Un'anatra in giallo
Un'anatra in giallo (A Miss Mallard Mystery) è una serie animata prodotta da Shanghai Animation Film Studio e Cinar. La serie è basata sui racconti di Robert Quackenbush.

## Trama
L'anatra Miss Mallard e suo nipote Willard Widgeon visitano vari posti in giro per il mondo risolvendo misteri. Tutti i personaggi della serie sono volatili.

## Personaggi
- Miss Marjorie Mallard: la detective protagonista. Doppiata da Angiolina Quinterno.
- Willard Widgeon: membro della polizia svizzera, è nipote di Miss Mallard. Doppiato da Fabrizio Vidale.
- Capo-ispettore Bufflehead: è il capo credulone di Willard, anche lui membro della polizia svizzera. Doppiato da Ambrogio Colombo.

## Episodi
| nº | Titolo inglese           | Titolo italiano                               | Prima Tv USA      | Prima Tv Italia |
| -- | ------------------------ | --------------------------------------------- | ----------------- | --------------- |
| 1  | Lost in the Amazon       | Una clamorosa scoperta                        | 4 settembre 2000  | 17 marzo 2003   |
| 2  | Taxi to Intrigue         | Vaniglia e cioccolato                         | 5 settembre 2000  | 18 marzo 2003   |
| 3  | Cable Car to Catastrophe | Funivia per Monte Catastrofe                  | 6 settembre 2000  | 19 marzo 2003   |
| 4  | Rickshaw to Horror       | Attenti al risciò                             | 7 settembre 2000  | 20 marzo 2003   |
| 5  | Dig to Disaster          | Lo spettro di Timbu Tacka                     | 20 settembre 2000 | 24 marzo 2003   |
| 6  | Evil Under the Sea       | Anatropolis                                   | 3 ottobre 2000    | 25 marzo 2003   |
| 7  | Stage Door to Terror     | Miss Mallard e l'inafferrabile garofano rosso | 9 novembre 2000   | 26 marzo 2003   |
| 8  | Bicycle to Treachery     | Allergie e contrabbando                       | 10 novembre 2000  | 28 marzo 2003   |
| 9  | Danger in Tibet          | Uno yeti per amico                            | 13 novembre 2000  | 27 marzo 2003   |
| 10 | Surfboard to Peril       | La maledizione di Lami-Nenu                   | 27 novembre 2000  | 31 marzo 2003   |
| 11 | Stairway to Doom         | Il Conte Baciula                              | 6 marzo 2001      | 1 aprile 2003   |
| 12 | Dogsled to Dread         | Il totem vendicatore                          | 7 marzo 2001      | 2 aprile 2003   |
| 13 | Gondola to Danger        | Furto di quadri                               | 8 marzo 2001      | 3 aprile 2003   |
| 14 | Texas Trail to Calamity  | Sangue texano                                 | 2 aprile 2001     | 4 aprile 2003   |
| 15 | Express Train to Trouble | Piramidi e scherzi                            | 3 aprile 2001     | 7 aprile 2003   |
| 16 | Flamenco to Mischief     | Una chitarra per Willard                      | 4 aprile 2001     | 8 aprile 2003   |
| 17 | Hallway to Spite         | Lo spettro goloso                             | 5 aprile 2001     | 9 aprile 2003   |
| 18 | Boulevard to Mayhem      | Un film pericoloso                            | 6 aprile 2001     | 10 aprile 2003  |
| 19 | Whistle Stop to Fear     | L'ammiratore segreto                          | 9 aprile 2001     | 11 aprile 2003  |
| 20 | Jitney to Jeopardy       | Miss Mallard e gli scienziati scomparsi       | 19 aprile 2001    | 14 aprile 2003  |
| 21 | Spaceship to Puzzlement  | Caccia all'alieno                             | 11 maggio 2001    | 15 aprile 2003  |
| 22 | Stepping Stones to Gloom | L'orchidea del mistero                        | 18 maggio 2001    | 21 maggio 2004  |
| 23 | Ferris Wheel to Deceit   | Miss Mallard e il furto dello Stradipaperi    | 1 giugno 2001     | 17 aprile 2003  |
| 24 | Footbridge to Jitters    | Il pirata Anatrablu                           | 17 settembre 2001 | 18 aprile 2003  |
| 25 | Snowmobile to Panic      | Il segreto di Babbo Natale                    | 18 settembre 2001 | 25 maggio 2004  |
| 26 | Escalator to Agony       | Qwong il robot                                | 19 settembre 2001 | 21 aprile 2003  |